# Campeonato Europeo de Ciclocrós de 2017
El XV Campeonato Europeo de Ciclocrós se celebró en Tábor (República Checa) el 5 de noviembre de 2017 bajo la organización de la Unión Europea de Ciclismo (UEC) y la Federación Checa de Ciclismo.

## Medallistas
| Evento    | Oro                                 | Plata                            | Bronce                       |
| --------- | ----------------------------------- | -------------------------------- | ---------------------------- |
| Masculino | Mathieu van der Poel · Países Bajos | Lars van der Haar · Países Bajos | Toon Aerts · Bélgica         |
| Femenino  | Sanne Cant · Bélgica                | Lucinda Brand · Países Bajos     | Alice Maria Arzuffi · Italia |

### Masculino
| Puesto            | Ciclista               | País            | Tiempo |
| ----------------- | ---------------------- | --------------- | ------ |
| Medalla de oro    | Mathieu van der Poel   | Países Bajos    | 57:37  |
| Medalla de plata  | Lars van der Haar      | Países Bajos    | 58:00  |
| Medalla de bronce | Toon Aerts             | Bélgica         | 59:03  |
| 4                 | Michael Vanthourenhout | Bélgica         | 59:03  |
| 5                 | David van der Poel     | Países Bajos    | 59:06  |
| 6                 | Jens Adams             | Bélgica         | 59:08  |
| 7                 | Michael Boroš          | República Checa | 59:09  |
| 8                 | Laurens Sweeck         | Bélgica         | 59:11  |

### Femenino
| Puesto            | Ciclista            | País         | Tiempo |
| ----------------- | ------------------- | ------------ | ------ |
| Medalla de oro    | Sanne Cant          | Bélgica      | 41:57  |
| Medalla de plata  | Lucinda Brand       | Países Bajos | 41:57  |
| Medalla de bronce | Alice Maria Arzuffi | Italia       | 42:12  |
| 4                 | Annemarie Worst     | Países Bajos | 42:42  |
| 5                 | Maud Kaptheijns     | Países Bajos | 43:03  |
| 6                 | Eva Lechner         | Italia       | 43:07  |
| 7                 | Ellen Van Loy       | Bélgica      | 43:22  |
| 8                 | Helen Wyman         | Reino Unido  | 43:29  |